# Naturgy
Naturgy Energy Group S.A. tidligere Gas Natural Fenosa er en spansk multinational energikoncern, som har aktiviteter indenfor naturgas og elselskab. Det administrative hovedkvarter er i Barcelona og det juridiske hovedkvarter er i Madrid.I 2017 var omsætningen på 23 mia. euro, der var 18.000 ansatte og 10 mio. kunder.
Naturgy er tilstede i følgende lande: Italien, Frankrig, Tyskland, Holland, Belgien, Mexico, Colombia, Argentina, Brasilien, Puerto Rico, Moldova og Marokko.